# Джонс, Колин (боксёр)
Колин Джонс (англ. Colin Jones; род. 21 марта 1959, Горсейнон) — британский боксёр, представитель полусредней весовой категории. Выступал за сборные Великобритании и Уэльса по боксу во второй половине 1970-х годов, двукратный чемпион национальных первенств, участник летних Олимпийских игр в Монреале. В период 1977—1985 годов боксировал на профессиональном уровне, владел титулом чемпиона Европейского боксёрского союза (EBU), трижды был претендентом на титулы чемпиона мира. Также известен как тренер по боксу и телекомментатор.

## Биография
Колин Джонс родился 21 марта 1959 года в городке Горсейнон графства Суонси, Уэльс. Активно заниматься боксом начал с раннего детства, проходил подготовку в боксёрском клубе «Пенирхеол».

### Любительская карьера
В 1976 году в возрасте семнадцати лет одержал победу на чемпионате Англии среди любителей в полусредней весовой категории и благодаря череде удачных выступлений удостоился права защищать честь страны на летних Олимпийских играх в Монреале — стал самым молодым британским боксёром, когда-либо выступавшим на Олимпиадах (его рекорд был побит лишь в 2004 году Амиром Ханом, который оказался на несколько месяцев моложе). На Играх, тем не менее, выступил не очень успешно, выиграл здесь только у ирландца Кристи Маклохлина, тогда как во втором поединке потерпел поражение от представителя Румынии Виктора Зильбермана, ставшего бронзовым призёром. Также в этом сезоне принял участие в матчевой встрече со сборной Англии, проиграв англичанину Полу Келли.
После монреальской Олимпиады Джонс ещё в течение некоторого времени оставался в основном составе валлийской национальной сборной и продолжал принимать участие в крупнейших международных турнирах. Так, в 1977 году он снова стал чемпионом страны по боксу и побывал на чемпионате Европы в Галле, где уже на предварительном этапе был остановлен югославом Здравко Басичем.

### Профессиональная карьера
Покинув национальную сборную, в октябре 1977 года Колин Джонс успешно дебютировал на профессиональном уровне. В течение трёх последующих лет одержал шестнадцать побед, не потерпев при этом ни одного поражение, в том числе завоевал и защитил титул чемпиона Великобритании в полусреднем весе. Также выиграл и защитил вакантный титул чемпиона Содружества. Быстро получил репутацию одного из сильнейших панчеров своего поколения, так как большинство его поединков заканчивались нокаутами.
Впервые проиграл в сентябре 1981 года малоизвестному боксёру Кёртису Рэмзи — в третьем раунде был дисквалифицирован за удар по упавшему сопернику.
В ноябре 1982 года в поединке с датчанином Хансом Хенриком Пальмом завоевал титул чемпиона Европейского боксёрского союза (EBU).
Имея в послужном списке 24 победы и лишь одно поражение, в 1983 году Джонс удостоился права оспорить вакантный титул чемпиона мира по версии Всемирного боксёрского совета (WBC) в полусредней весовой категории. Чемпионский бой прошёл в США, его соперником стал непобеждённый американец Милтон Маккрори — боксёры провели на ринге все двенадцать раундов, но так и не смогли выявить победителя — в итоге судьями была зафиксирована ничья, а пояс остался вакантным. Спустя несколько месяцев в Лас-Вегасе состоялся повторный бой между ними — он так же продлился всё отведённое время, однако на сей раз судьи раздельным решением отдали победу Маккрори. Несмотря на поражение, по итогам этого противостояния журналисты Би-би-си признали Джонса лучшим спортсменом Уэльса в этом году.
Впоследствии Колин Джонс одержал две победы и в начале 1985 года получил ещё один шанс сталь чемпионом мира — к нему в Великобританию приехал боксировать небитый американец Дональд Карри, владевший титулами чемпиона по версиям Всемирной боксёрской ассоциации (WBA) и Международной боксёрской федерации (IBF). Бой между ними был остановлен в четвёртом раунде из-за того что у Джонса открылось сильное рассечение на переносице, и ему засчитали технический нокаут. Вскоре после этого боя он принял решение завершить карьеру профессионального боксёра.

### Дальнейшая жизнь
После завершения спортивной карьеры Джонс занялся тренерской деятельностью, в частности исполнял роль помощника главного тренера национальной сборной Уэльса Тони Уильямса на Играх Содружества 2010 года в Дели.
Также работал комментатором на валлийском телевидении, неоднократно приглашался вести боксёрские трансляции в качестве эксперта.